# مورو سايسي
مورو سايسي (1 أغسطس 1889 - 26 مارس 1962)، الاسم الحقيقي مورو تيروميشي، كاتب ياباني للشعر والقصص القصيرة والروايات.

## السيرة الشخصية

### طفولته
ولد مورو في كانازاوا بمحافظة إيشيكاوا عام 1889.  كانت والدته هارو عشيقة كوباتا يوزايمون كيشيدان ، وهو قائد عسكري منخفض الرتبة من عائلة كوباتا. بعد ولادته مباشرة ، تم تبنيه من قبل أكاي هاتسو ، زوجة في القانون لمورو شينجو ، رئيس الكهنة في معبد أوهو. حصل على اسم عائلة مورو في سن السابعة عندما تبناه زوج والدته رسميًا. لم يقابل والديه البيولوجيين أبدًا.
كان لحقيقة أنه ولد كطفل غير شرعي تأثير هائل على حياته وأدبه. خلال طفولته ، تعرض للتنمر من قبل أقرانه باعتباره "طفل العشيقة". في الوقت نفسه ، كان يتوق إلى أم لان لم يمكن لديه. اعطاه هذا عبء ربط الافكار بوالدته البيولوجية ، كما هو الحال في القصيدة التالية ، التي كتبها عام 1943 عندما كان يبلغ من العمر 54 عامًا

### حياته المهنية
في عام 1902 ، ترك المدرسة الابتدائية في كانازاوا (تعادل المدرسة الإعدادية اليوم) وبدأ العمل ككاتب في محكمة كانازاوا الإقليمية. كان من بين رؤسائه قراء الهايكو مثل كاواجوي بوكوتسو (كاواكوشي فنكوني) وأكاكورا كينبو (أكاكورا نيشيكي كازي) الذين علموه قراءة وتأليف قصائد الهايكو . بعد تقديم العديد من الطلبات إلى الصحف المحلية ، تم نشر الهايكو لأول مرة في 8 أكتوبر 1904 في هوكوكو شيمبون. ثم استخدم الاسم المستعار "تيريفومي" (تيرو فومي). في النهاية ، بدأ أيضًا في كتابة قصائد تانكا .
بدأ مورو في استخدام اسمه المستعار سايسي في عام 1906. كان الاسم محاولة للتنافس مع كوكوبو سايتو ، كاتب كانشي (شعر صيني) نشط في منطقة كانازاوا في ذلك الوقت.  اختار "سايسي " ، إنكلترا.  "غرب نهر ساي" ، وهو المكان الذي نشأ فيه (يترجم سايتو "شرق نهر ساي") ، معبد أوهو الواقع على الجانب الأيسر من نهر ساي.
في عام 1913 ، دعته كيتاهارا هاكوشو للكتابة لمجموعة قصيدة هاكوشو زانبوا . لقد أصبح صديقًا لـ هاجيوارا ساكوتارو خلال هذه المناسبة. في عام 1916 ، بدأ سايسي و ساكوتارو مجلة غير رسمية تسمى كانجو (العواطف) لنشر أعمالهم. استمروا في نشر المجلة حتى العدد 32 في عام 1919. خلال العام نفسه ، كتب سايسي لمجلة تشوكورون. الأدبية الشهيرة في اليابان. كان قد نشر القصص المرتبطة موضوعيًا يونينجيداي ( الطفولة ) ، سي ني ميزاميرو كورو (ليت. "الصحوة على الجنسانية") و آرو شوجو نو شي (ليت. "حتى موت الفتاة") ،  وكانت تكتسب شهرة ككاتبة. نشر أول مجموعة هايكو جيوميندوهاتسو كوشو في عام 1929.
بحلول الثلاثينيات من القرن الماضي ، دخل عصره في كتابة الروايات ونشر كتابًا بعنوان "قصيدة الوداع ، أنا انفصل عنك" في عام 1934 كإعلان وداع للشعر ، لكنه في الواقع ألف الكثير من القصائد حتى بعد ذلك. اعلان عام. في عام 1935 ، حصل على جائزة بنجي كونواكاي (مجموعة المناقشة) عن روايته ( الأخ والأخت ). أصبح جزءًا من لجنة جائزة أكوتاغاوا (إحدى أرقى الجوائز الأدبية في اليابان) واستمر حتى عام 1942. كما حصل على جائزة كان كيكوتشي عام 1941.

### السنوات اللاحقة
بعد الحرب العالمية الثانية ، أثبت سايسي وضعه كروائي. أنزوكو (ليت. "فتاة المشمش") ، الذي صدر في عام 1957 ، كان سيرة ذاتية جزئية مبنية على ابنته أساكو. حصل على جائزة يوميوري عن هذه القطعة.  وفي عام 1958 أيضًا ، حصل على جائزة ماينيتشي لثقافة النشر لمراجعته سيرة شاعري الحبيب . حصل على جائزة نوما الأدبية عن روايته الكلاسيكية " ريمينانتس من يوميات ماي فلاي" (1959). في العام التالي ، أنشأ جائزة شاعر مورو سايسي من الأموال التي حصل عليها من الجائزة.
توفي مورو بالسرطان عام 1962.

## الإرث الأدبي

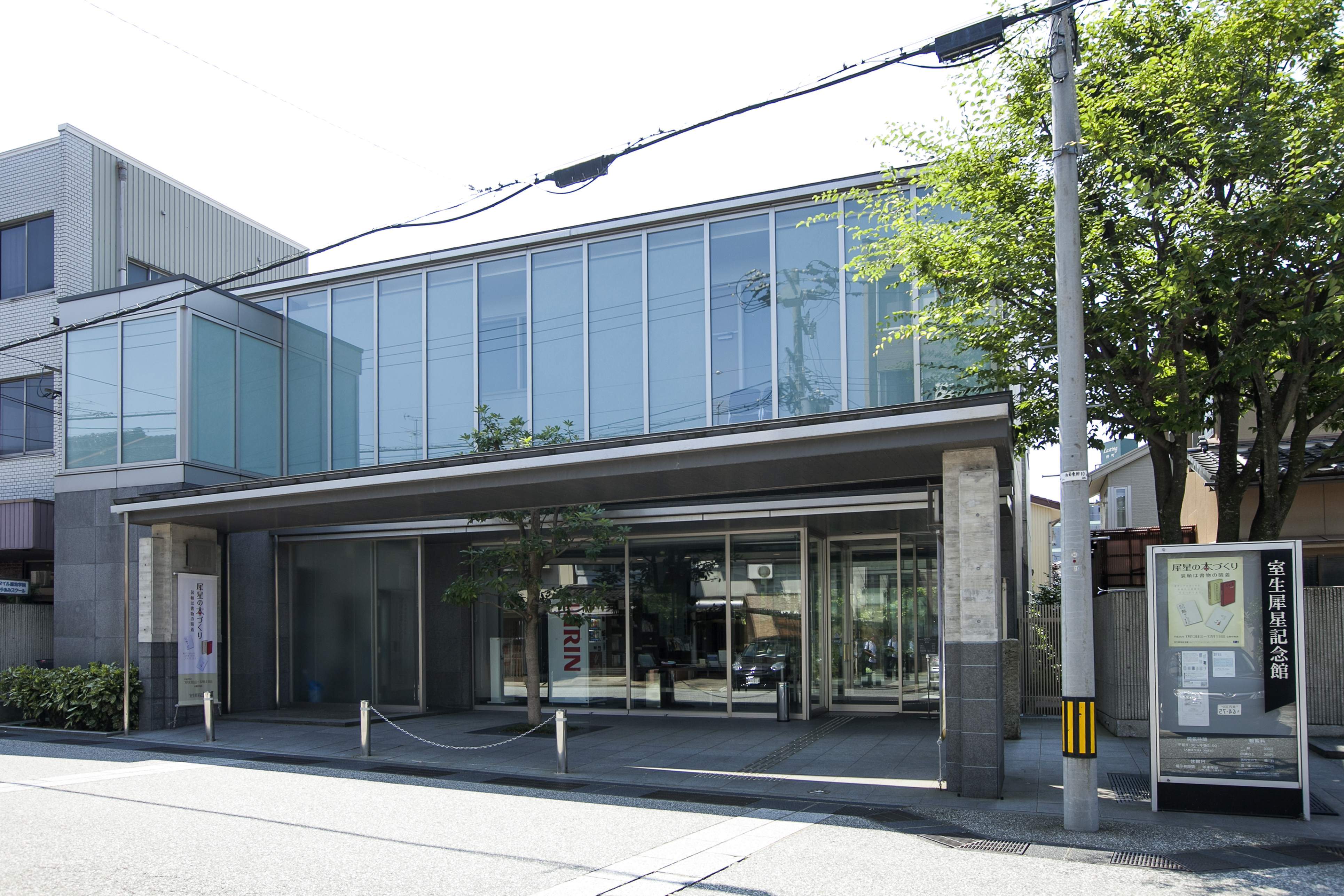
متحف مورو سايسي كينينكان

نُشرت المجموعة الكاملة لأدبه قبل وفاته (بواسطة الناشر هيبونكاكو ، 1936-1937 ، 13 مجلدًا بالإضافة إلى مرفق واحد) وبعد وفاته (بواسطة الناشر شينشوشا ، 1964-1968 ، 12 مجلدًا بالإضافة إلى مرفقين). نشر اثنان من الناشرين (تشيكوما شوبو وفويوكيشا) لشعره مجموعة كاملة من القصائد. أما بالنسبة لرواياته ، فقد قامت ابنته أساكو مورو بتحرير ونشر قصة المملكة الكاملة لمورو سايسي (ساكوهينشا).
نصب تذكاري لتكريم شوسي توكودا أقيم بالقرب من قمة جبل أوتاتسو في عام 1947. يحتوي النصب التذكاري على كتابات كتبها سايسي وصممه المهندس المعماري يوشيرو تانيجوتشي .

## أبرز أعماله
- 1919: الطفولة ( يونينجيدي )
- 1919: سي ني ميزاميرو كورو
- 1919: صنعت آرو شوجو نو شي
- 1934: الأخ والأخت ( آني إيموتو )
- 1957: أنزوكو

## الاستوحاء
تم تكييف عمل مورو مرارًا وتكرارًا للأفلام من قبل مخرجين مرموقين مثل ميكيو ناروس و تاداشي إيماي . 
- 1936: آني إيميتو دير. سوتوجي كيمورا
- 1953: الأخ الأكبر ، الأخت الصغرى ( آني إيموتو ) ، دير. ميكيو ناروس
- 1955: موجيبو ، دير. شيرو تويودا
- 1958: أنزوكو ، دير. ميكيو ناروس
- 1976: الأخ والأخت ( آني إيموتو ) ، دير. تاداشي إيماي

## روابط خارجية
- أعمال مورو سايسي في ليبري فوكس
- Works by Moro Saisei at Aosorabunko （in Japanese)
- Muro Saisei Kenkyuu　”Revenge literature"(in Japanese)
- Nihon University Graduate School of Japanese Literature Studies "室生犀星「貴族」の位置 ―市井鬼ものへの助走として―" (in Japanese)